# Friedrich Adolf Ebert
Pour les articles homonymes, voir Ebert.
Friedrich Adolf Ebert (9 juillet 1791–13 novembre 1834) est un bibliographe allemand, né à Taucha, près de Leipzig, et mort à Dresde.
Il fut successivement bibliothécaire à Leipzig (1806), à Wolfenbuttel (1822) et à Dresde (1825). Le dictionnaire Bouillet indique au XIXe siècle qu'il a élevé par ses écrits la bibliographie à la hauteur d'une science.

## Œuvres
- Dictionnaire bibliographique général, Leipzig, 1821-1830, 2 volumes in-4.
- Bataille de Leipzig, 1815 ;
- Histoire de la guerre des Russes et des Allemands contre les Français, 1816.

## Literatur
- (de) Franz Schnorr von Carolsfeld (de), « Ebert, Friedrich Adolf », dans Allgemeine Deutsche Biographie (ADB), vol. 5, Leipzig, Duncker & Humblot, 1877, p. 585
- (de) Hans Lülfing, « Ebert, Friedrich Adolf », dans Neue Deutsche Biographie (NDB), vol. 4, Berlin, Duncker & Humblot, 1959, p. 253–254 (original numérisé).
- Friedrich Adolf Ebert: Die Bildung des Bibliothekars. Vollständ. Faks.-Ausg. der 2. Aufl. von 1820. Harrassowitz, Leipzig 1958.
- Richard Bürger: Friedrich Adolf Ebert: ein biographischer Versuch. Leipzig 1910 (Nachdruck: Nendeln 1969).
- Uwe Jochum (de): Bibliotheken und Bibliothekare 1800–1900. Königshausen und Neumann, Wurtzbourg 1991.
- Werner Arnold (de): Ebert, Friedrich Adolf. In: Georg Ruppelt, Sabine Solf (Hrsg. im Auftrag der Gesellschaft der Freunde der Herzog August Bibliothek): Lexikon zur Geschichte und Gegenwart der Herzog August Bibliothek Wolfenbüttel. Paul Raabe zum 29. Februar 1992. (Lexika europäischer Bibliotheken, Bd. 1). Harrassowitz, Wiesbaden 1992,  (ISBN 3-447-03233-2), S. 48.
- Hermann Rösch (de) / Frieder Sondermann: „Starb den schönen Tod in seinem Berufe“. Ein neu entdecktes zeitgenössisches Dokument zu Friedrich Adolf Eberts Sturz von der Bücherleiter. Dans: o-bib (2023), Heft 1 (online).